# Gamasomorpha inclusa
Gamasomorpha inclusa är en spindelart som först beskrevs av Tamerlan Thorell 1887. Gamasomorpha inclusa ingår i släktet Gamasomorpha och familjen dansspindlar.
Artens utbredningsområde är Myanmar. Inga underarter finns listade i Catalogue of Life.